# Kamenný kruh na Malém Svatobernardském průsmyku

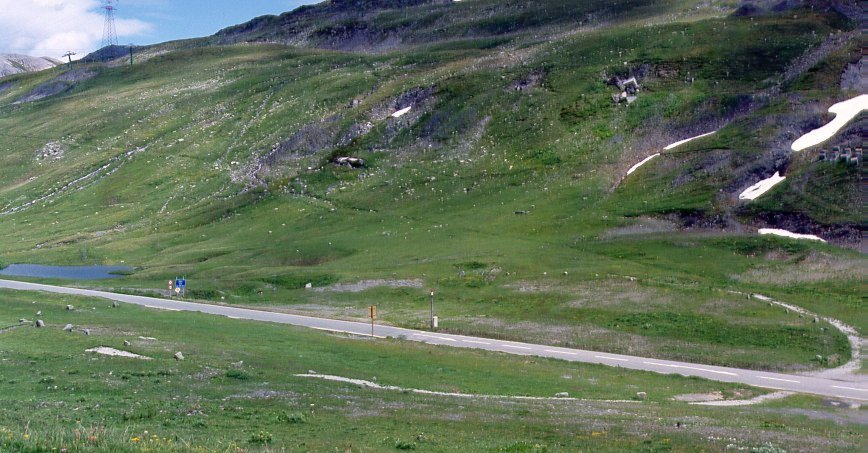
Kamenný kruh a stará průjezdní cesta před rokem 2015

Kamenný kruh na Malém svatobernardském průsmyku (italsky Cromlech del Piccolo San Bernardo) je prehistorická megalitická památka nalézající se na vrcholu Malého Svatobernardského průsmyku v nadmořské výšce 2188 m n. m. Kromlech leží na hranici mezi Francií a Itálií.
Lokalita se nachází na území italské obce La Thuile a francouzské obce Séez. Středem památky prochází státní hranice.
Památka byla postavena v blíže neurčeném období pravěku. Římský spisovatel Titus Petronius se zmiňuje o svatyni v průsmyku, která se ve starověku nazývala Alpis Graia.

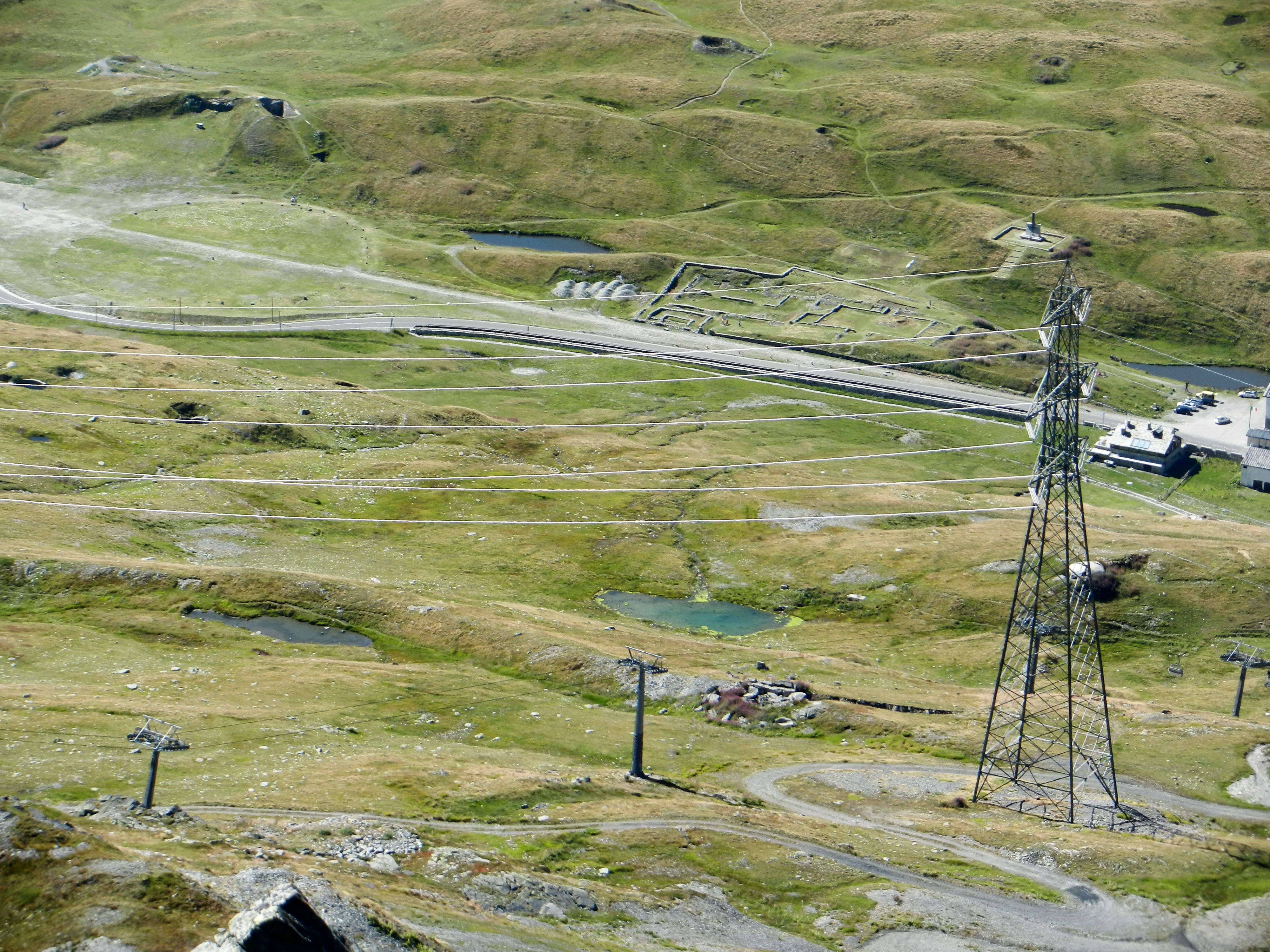
Kamenný kruh vlevo, nová cesta v průsmyku za kruhem, zříceniny starobylých budov v průsmyku vpravo.

Z kamenného kruhu (kromlechu) se zachovalo 46 kamenů. Stojí v nepravidelných rozestupech mezi dvěma a čtyřmi metry od sebe a tvoří kruhový soubor o průměru asi 80 metrů. Starověká cesta procházela vedle kultovního místa, ale při stavbě moderní průjezdní silnice středem historického místa v roce 1862 byla část prstence poškozena, což pravděpodobně vedlo ke zničení centrální stavby. Některé kameny kruhu byly pravděpodobně odstraněny již dříve.
V letech 2012 až 2015 byla průjezdní silnice přeložena a je vedena kolem kamenného kruhu v těsném oblouku. Stavební práce doprovázel archeologický průzkum.